# باتريك فرانكلين وايت
باتريك فرانكلين وايت هو صحفي كندي، ولد في 1981.